# マイルノビッチ
『マイルノビッチ』は、佐藤ざくりによる日本の漫画作品。『マーガレット』（集英社）2011年2号から2014年10号まで連載された。2021年2月時点で累計発行部数は350万部を突破している。2021年には実写版ドラマが公開。

## 登場人物
木下まいる
熊田天佑
香月未来
香月ふわり
松丸綾乃
木下あいる
池田まこと
山川純
工藤成太朗
玉井リカラ
桧山萌
七瀬雅樹
望月冬
鳥谷百々
前原
福田アレックス
比嘉るるみ
ミノワ
秋山
寺崎
九
ひろ乃

## 書誌情報
- 佐藤ざくり 『マイルノビッチ』 集英社 〈マーガレットコミックス〉、全12巻
  1. 2011年04月25日発売[4]、『マーガレット』2011年2号[1] - 8号、ISBN 978-4-08-846641-5
    - 番外編 フワリノビッチ（『マーガレット』2011年3・4合併号別冊ふろく『マーガレット BOY'S SPIN♡OFF』）
    - ふわりちゃん PRESENTS 危険恋愛占い☆（『マーガレット』2011年7号別冊ふろく『ももいろマーガレット』）

  2. 2011年07月25日発売[5]、『マーガレット』2011年9号 - 14号、ISBN 978-4-08-846670-5
    - なずながいれば大丈夫!!（『マーガレット』2011年7号別冊ふろく『ももいろマーガレット』）

  3. 2011年11月25日発売[6]、『マーガレット』2011年15号 - 20号、ISBN 978-4-08-846716-0
    - 番外編 好きじゃない人。（『マーガレット』2011年22号別冊ふろく『俺惚〜俺に惚れろ』）

  4. 2012年03月23日発売[7]、『マーガレット』2011年21号 - 2012年3・4合併号、ISBN 978-4-08-846752-8
    - ふわりのファッションガイド（『マーガレット』2011年24号別冊ふろく『マーガレットmini』）

  5. 2012年06月25日発売[8]、『マーガレット』2012年5号 - 11号、ISBN 978-4-08-846784-9
  6. 2012年09月25日発売[9]、『マーガレット』2012年12号 - 17号、ISBN 978-4-08-846826-6
    - 香月未来ON☆OFFボーイ（『マーガレット』2012年5号）

  7. 2012年12月25日発売[10]、『マーガレット』2012年18号 - 22号、24号、ISBN 978-4-08-846866-2
  8. 2013年04月25日発売[11]、『マーガレット』2013年1号 - 8号、ISBN 978-4-08-845024-7
  9. 2013年08月23日発売[12]、『マーガレット』2013年9号 - 14号、ISBN 978-4-08-845079-7
    - 番外編 美少年福田アレックスの憂鬱[13]（『マーガレット』2013年10号別冊ふろく『マーガレット創刊50周年 Anniversary Book』）
    - 番外編 松丸綾乃と玉井リカラの関係（『マーガレット』2013年12号別冊ふろく『miniマーガレット』）

  10. 2013年12月25日発売[14]、『マーガレット』2013年15号 - 21号、ISBN 978-4-08-845138-1
  11. 2014年04月25日発売[15]、『マーガレット』2013年22号 - 2014年3・4合併号、ISBN 978-4-08-845191-6
    - 番外編 ナイトクルージング[16]（『マーガレット』2014年1号）

  12. 2014年08月25日発売[17]、『マーガレット』2014年5号 - 2014年10号[2]、ISBN 978-4-08-845250-0
    - 番外編 まいると天佑の休日デート（描きおろし）

## VOMIC
VOMIC版はインターネットサイト「ボイスコミックステーション」で2012年に全4話に分けて公開された。

### キャスト
- 木下まいる：小清水亜美
- 熊田天佑：杉田智和
- 香月ふわり：高野康弘
- 香月未来：榎木淳弥
- 木下あいる：小野友樹

## 実写ドラマ
2021年2月12日からHuluオリジナルドラマとして配信開始。全8話。 
当初は2020年秋放送予定だったが、新型コロナウイルス感染拡大の影響で撮影が休止となった。その後、11月初旬に撮影を再開した。

### キャスト
- 木下まいる：桜井日奈子[18]（幼少期：石井心咲）
- 熊田天佑：神尾楓珠[18]
- 松丸綾乃：大友花恋[21][注釈 1]
- 工藤成太朗：伊藤あさひ[23]
- 香月未来：阿久津仁愛[23]（幼少期：谷垣有唯）
- 木下ふわり：三浦涼介[23]

### ゲスト
第1話
- 池田誠：水沢林太郎
- 葉山：坂ノ上茜
- 山川：大水洋介
- 真美：志保
- 秋山：田原廉
- 寺崎：西塚郁哉
- 工藤陸：嶋原快斗

第2話
- 前原一樹：永岡佑
- 田代：永嶋柊吾
- ナコ：高橋春織

第3話
- 玉井リカラ：北澤舞悠
- 成太朗の母：片岡明日香
- 岸辺：井上稀翔

第6話
- 葛生ルル：毛利愛美

第7話
- 鳥谷百々：森矢カンナ

最終話
- 可愛マリア：浅川梨奈[24]
- 解説者：北澤豪[25]

### スタッフ
- 原作：佐藤ざくり 『マイルノビッチ』（集英社マーガレット）
- 演出：二宮崇
- 脚本：持地佑季子
- 音楽：出羽良彰
- 主題歌：ヤバイTシャツ屋さん 『Bluetooth Love』（ユニバーサルシグマ）[26]
- エグゼクティブプロデューサー：長澤一史
- チーフプロデューサー：茶ノ前香
- プロデューサー：大野哲哉、石原仁美、中沢晋
- 製作：Hulu
- 制作協力：オフィスクレッシェンド
- 製作著作：HJホールディングス

### 放送日程
| 放送回 | 放送日  | サブタイトル                                 | 脚本       | 演出   |
| ------ | ------- | -------------------------------------------- | ---------- | ------ |
| 第1話  | 2月12日 | モテないわたしの逆襲、はじまる。             | 持地佑季子 | 二宮崇 |
| 第2話  | 2月19日 | まさかの恋フラグにドキドキ！？               | 持地佑季子 | 二宮崇 |
| 第3話  | 2月26日 | 恋に全力投球！でも…。                        | 持地佑季子 | 二宮崇 |
| 第4話  | 3月05日 | 初めての恋の痛み。「私ひとりで生きていく！」 | 持地佑季子 | 二宮崇 |
| 第5話  | 3月12日 | 突然の告白!大切な人は近くにいた!?            | 持地佑季子 | 二宮崇 |
| 第6話  | 3月19日 | 待ち受ける“人生最大の決断”！？               | 持地佑季子 | 二宮崇 |
| 第7話  | 3月26日 | 恋か？友情か？ゆれる想い。                   | 持地佑季子 | 二宮崇 |
| 最終話 | 4月02日 | 私が選ぶ“本当の運命の人”とはーー？           | 持地佑季子 | 二宮崇 |